# Scheepswerf De Hoop

## Geschiedenis
Scheepswerf De Hoop / Shipyard De Hoop is een Nederlandse scheepsbouwer met een rijke historie die teruggaat tot het einde van de 19e eeuw. De werf is gevestigd in Tolkamer, nabij Lobith, en staat bekend om de bouw van hoogwaardige schepen voor binnenvaart, zeevaart, offshore en passagiersvervoer. In de loop der jaren heeft De Hoop zich onderscheiden door het combineren van traditioneel vakmanschap met moderne technologie en innovatieve ontwerpen. De werf heeft diverse vestigingen en internationale samenwerkingen gekend en heeft wereldwijd naam gemaakt met maatwerkschepen voor gerenommeerde rederijen. 
De werf startte in 1889 te Tolkamer bij Lobith. Ze werd tijdens de Tweede Wereldoorlog volledig verwoest. Vervolgens werd ze gemoderniseerd en herbouwd. Men vervaardigde een aantal geavanceerde schepen. Vanaf 1991 ging men zich toeleggen op schepen voor binnenlands personenvervoer, zoals grote rondvaartboten, terwijl ook zeegaande schepen werden gebouwd, zoals het containerschip Carmen Dolores. In 1995 werd de Henry Dunant III gebouwd.
In januari 1999 werd de voormalige Verolme-scheepswerf te Heusden gekocht en omgedoopt in Scheepswerf De Hoop Heusden. In 2001 werd te Louisiana de werf Houma Fabricators gekocht om daarmee op de Amerikaanse markt te kunnen opereren. Elk van deze drie werven had ongeveer 150 personeelsleden. Het was de bedoeling dat ze elkaar aanvulden zodat men een grotere verscheidenheid aan projecten kon aanvaarden.

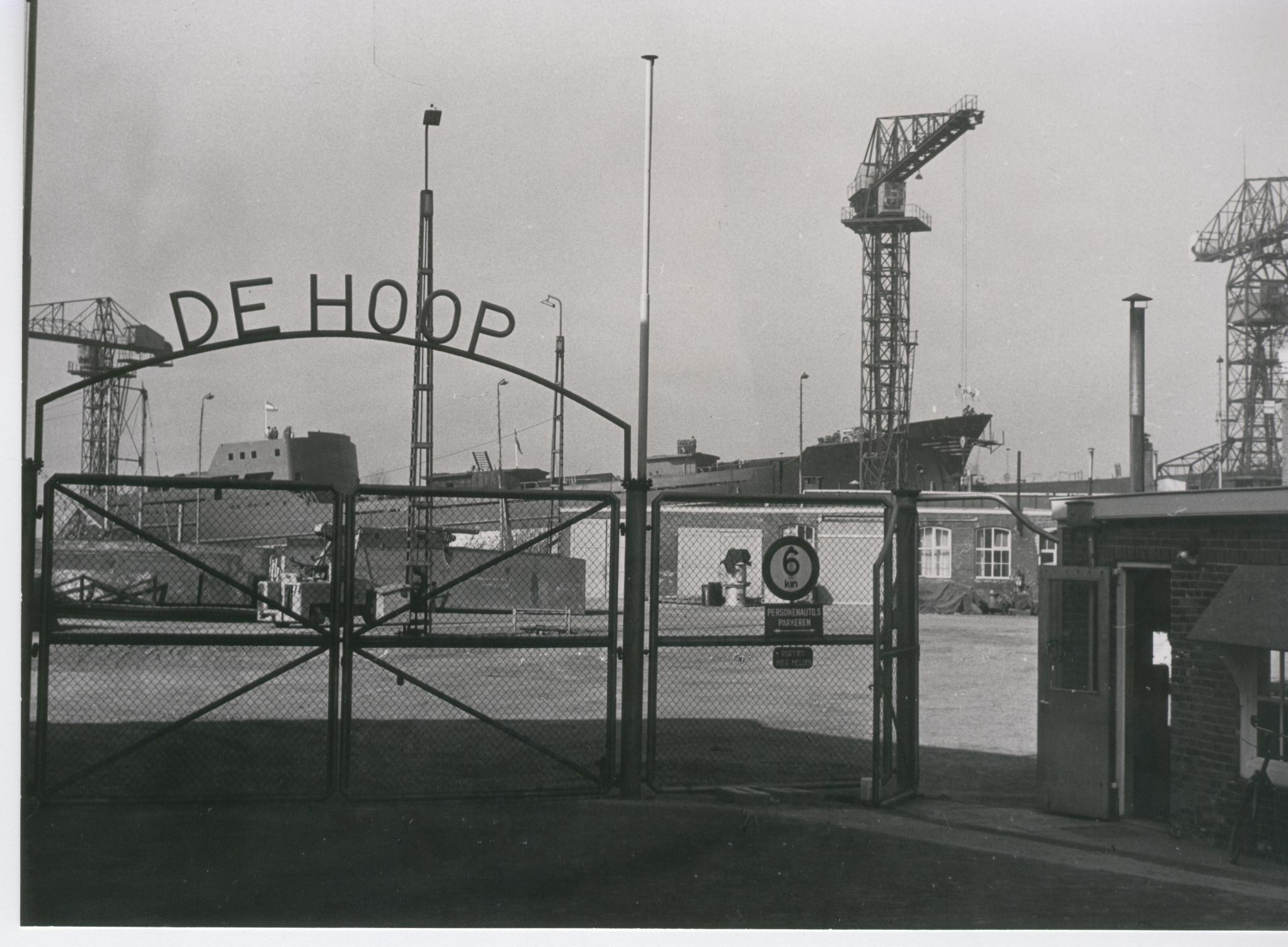
Shipyard De Hoop - 1961, Construction of NB242

In 2004 werd de strategie opnieuw gewijzigd. De werf te Heusden werd verkocht in 2005 en die in Louisiana in 2006. De in de werven aanwezige kennis werd gebundeld in een ontwerpafdeling die ook voor derden werkte. In 2006 werd vervolgens een werf te Foxhol, De Volharding geheten, aangekocht. Hier startte De Hoop Foxhol met 60 van De Volharding afkomstige medewerkers.
De voormalige werf in Foxhol, eerder onderdeel van De Hoop, werd in 2022 overgenomen door andere marktpartijen en maakt sindsdien geen deel meer uit van de organisatie.

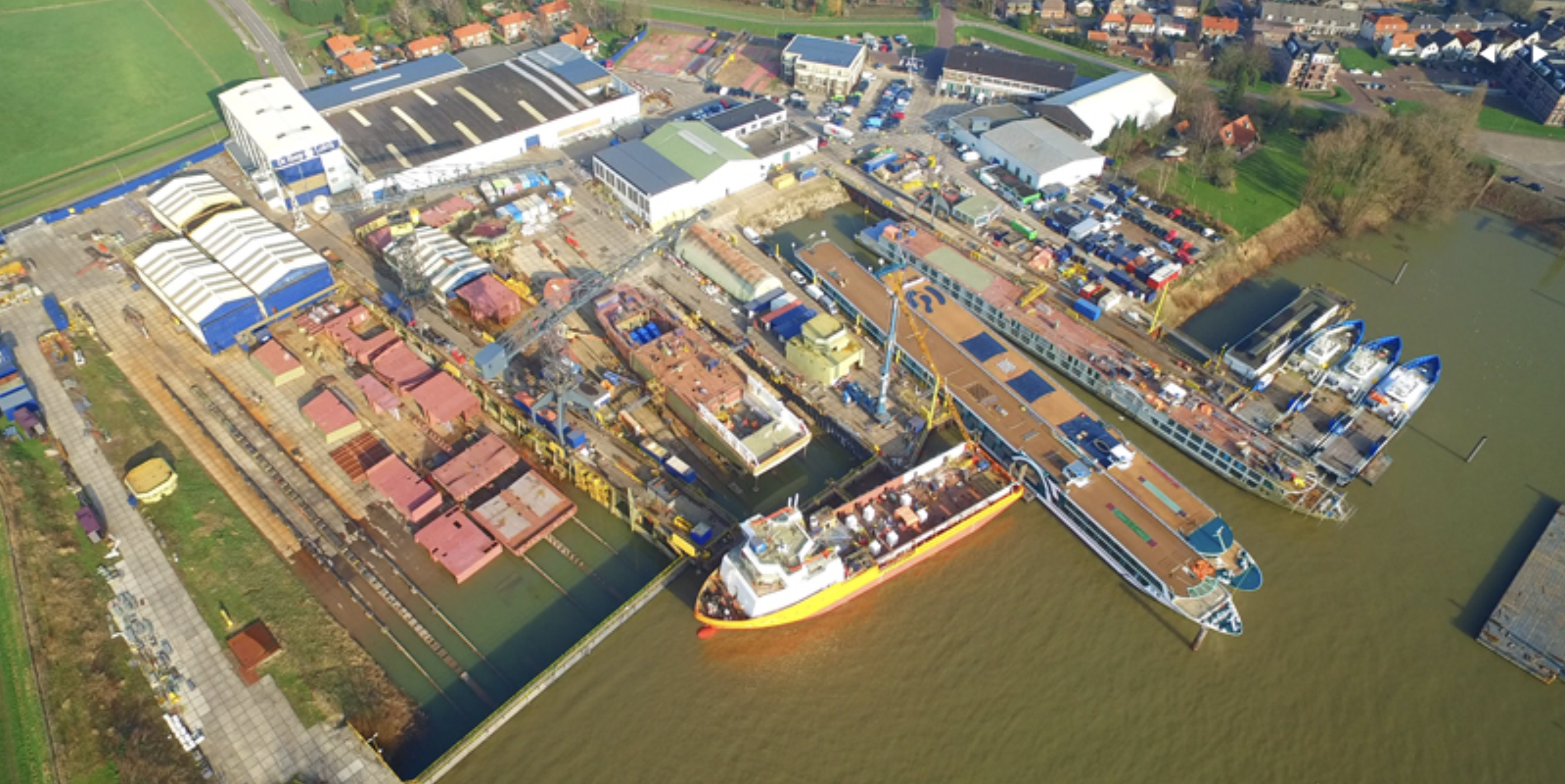
Shipyard De Hoop - Luchtfoto

De scheepswerf in Tolkamer is momenteel actief binnen een breed spectrum van maritieme projecten. De werkzaamheden variëren van nieuwbouw en renovatie tot herbouw en technische ondersteuning voor uiteenlopende scheepstypen. Dankzij de samenwerking met diverse gespecialiseerde partners bedient de werf zowel nationale als internationale klanten in verschillende segmenten van de maritieme sector.

## Productie
Tussen 1992 en heden leverde de werf 127 nieuwbouwschepen op. De schepen van De Hoop worden gekenmerkt door een hoge mate van maatwerk, toegespitst op de specifieke wensen van internationale opdrachtgevers. De werf heeft zich onderscheiden in niches waarin flexibiliteit, compact ontwerp, en operationele efficiëntie essentieel zijn — zoals bij ondiep vaarwater, modulaire casco-opbouw of technisch complexe offshore-operaties.

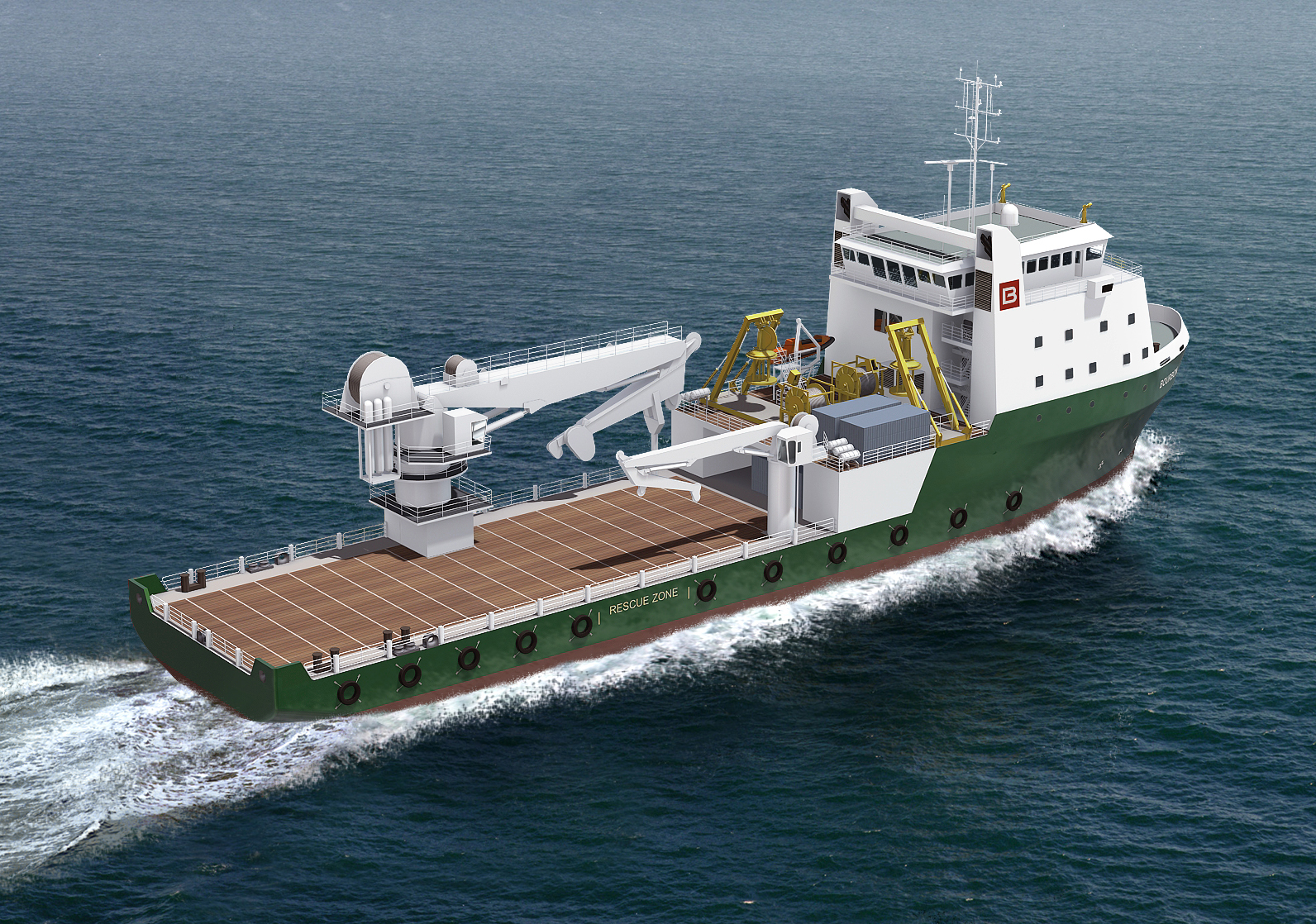
YN422 - Bourbon Triëste

De meeste schepen gebouwd door De Hoop vallen in de categorieën:
- Binnenvaart passagiersschepen: waaronder luxe riviercruises en dagtochtschepen, goed voor 53 van de geleverde eenheden;

- Offshore-ondersteuningsvaartuigen: waaronder platform supply vessels (PSV’s), duikondersteuningsschepen, survey- en kabellegschepen (47 eenheden);

- Transport- en special purpose-schepen: waaronder tankers, pontons, en speciale vaartuigen voor luchtvracht, LNG-vervoer en subsea-interventies.

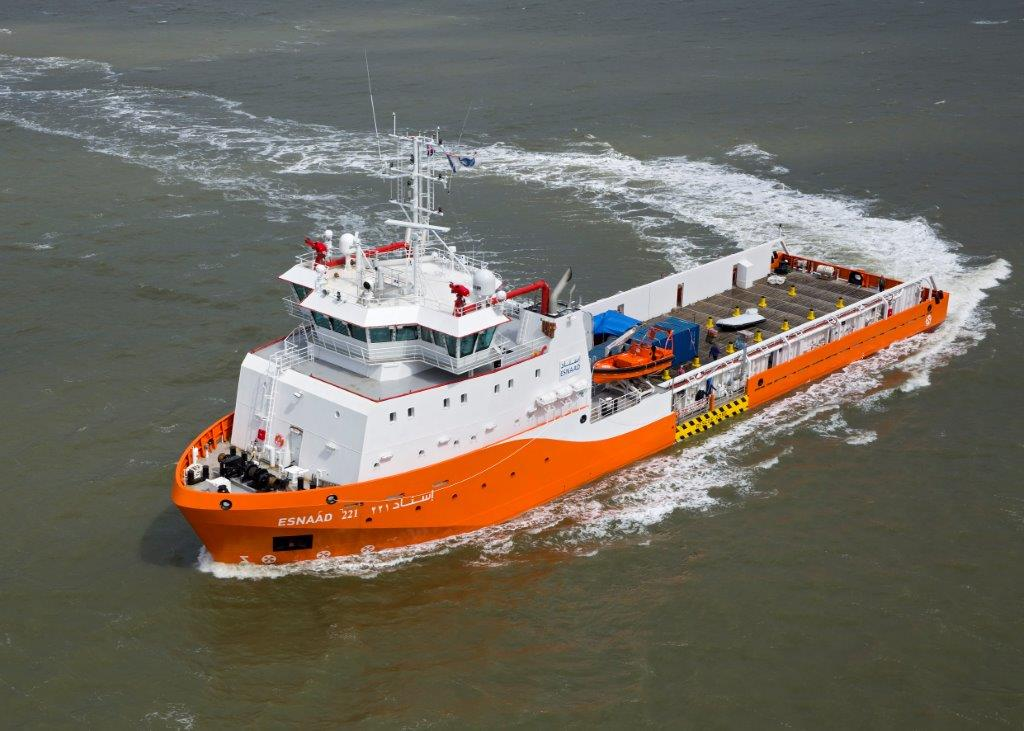
YN470 - YN479 - Esnaad series

Op het vlak van scheepstypes zijn de "inland waterway cruise vessels" het meest geproduceerd (40 eenheden), gevolgd door PSV's (12), diving support vessels (7) en ultra shallow water tug/push boats (6).
Gedurende de afgelopen drie decennia bouwde De Hoop onder meer voor opdrachtgevers uit diverse landen. De productiestrategie is gericht op turn-key oplossingen waarbij ontwerp, engineering, bouw en afbouw onder regie van de werf worden uitgevoerd.
Door de combinatie van traditioneel vakmanschap en moderne technologie geldt Shipyard De Hoop als een toonaangevende speler op het gebied van gespecialiseerde scheepsbouw in het midden- en hogere marktsegment.

## Recente opleveringen

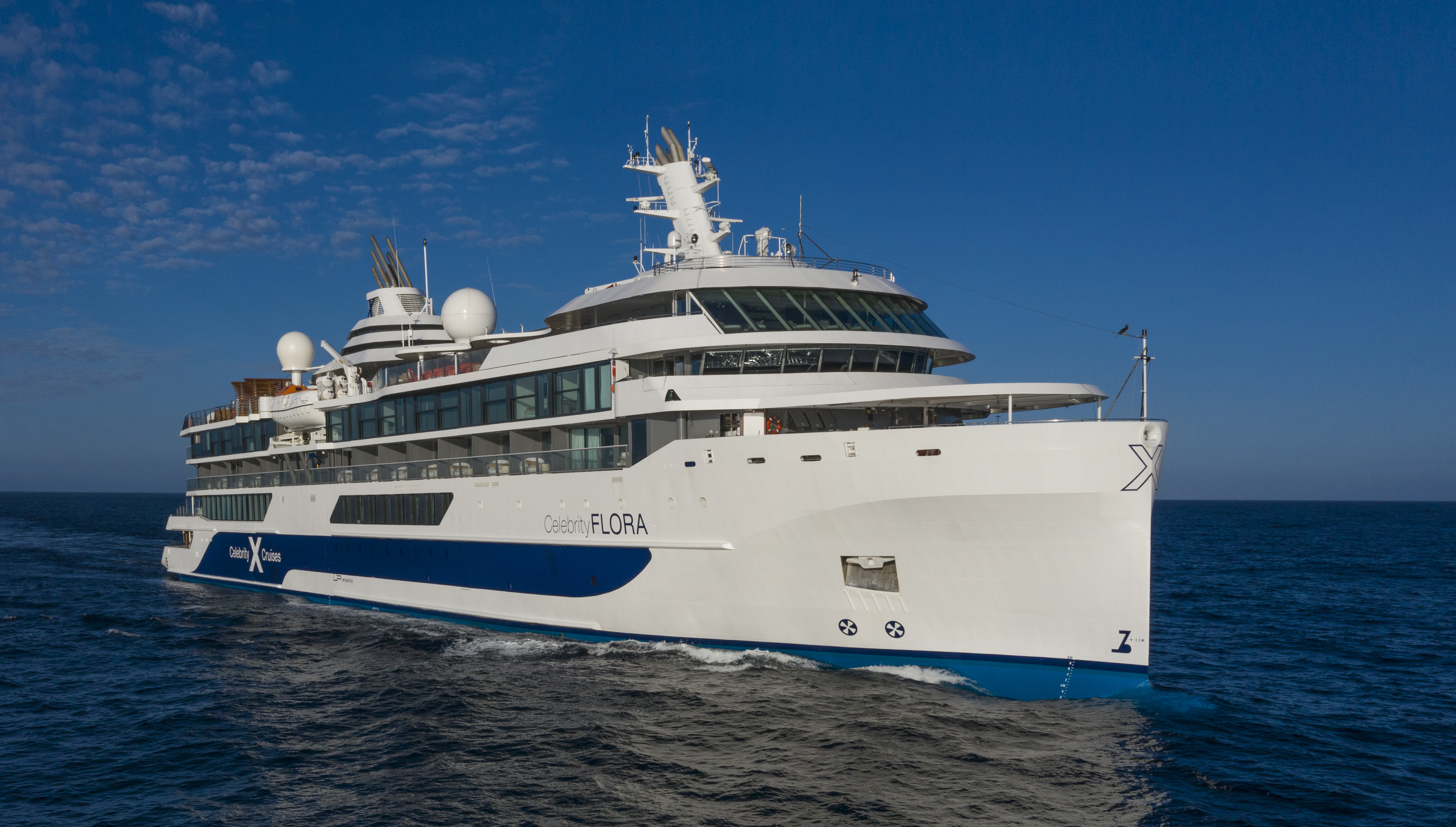
NB488 - Celebrity Flora

- NB488 Celebrity Flora: Een duurzaam expeditiejacht gebouwd voor Celebrity Cruises, specifiek ontworpen voor ecotoerisme in het kwetsbare ecosysteem van de Galapagoseilanden. Het schip biedt plaats aan circa 100 passagiers en voldoet aan de strengste internationale milieunormen.

- NB489 Silver Origin: Een ultra-luxe expeditiecruiseschip voor Silversea Cruises, eveneens bestemd voor de Galapagoseilanden. Het schip werd ontworpen met aandacht voor duurzaamheid en lokale regelgeving.

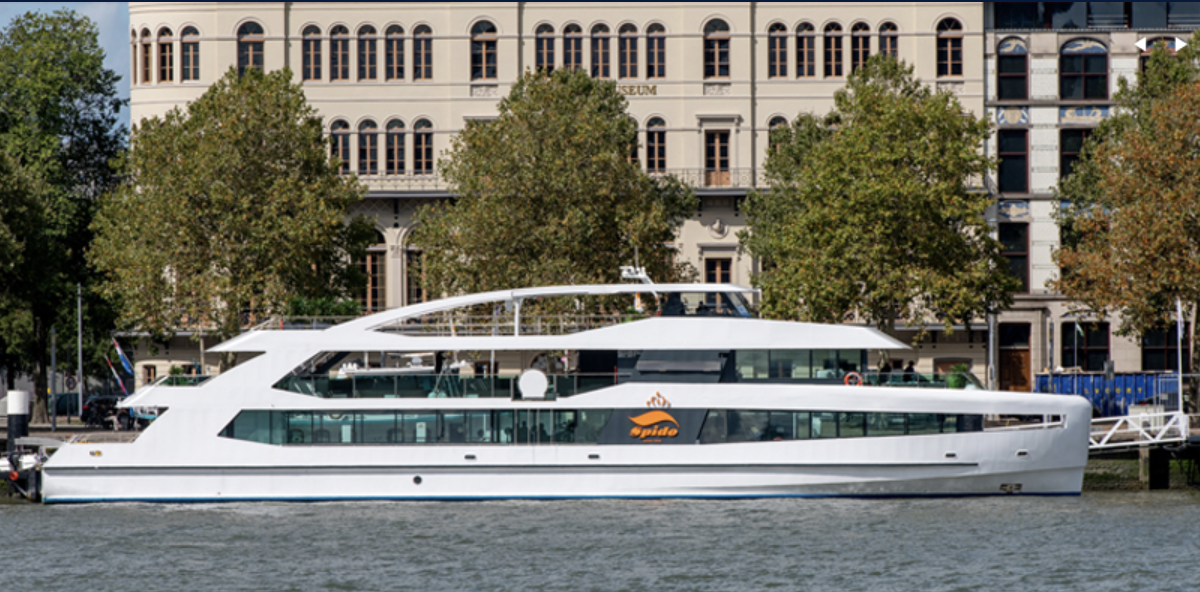
NB491 - Spido Amalia

- NB491 MS Amalia: Een modern dagtochtschip gebouwd voor rederij Spido in Rotterdam. Het schip wordt ingezet voor rondvaarten en evenementen in de Rotterdamse haven en biedt een panoramisch uitzicht met een flexibel in te richten interieur.

- NB492 Amadeus Imperial: Een luxe riviercruiseschip voor de Oostenrijkse rederij Lüftner Cruises (Amadeus). Het schip vaart voornamelijk op de Donau en de Rijn en beschikt over een elegant interieur en ruime suites met Franse balkons.
- NB493 Rhein Galaxie: Een passagiersschip voor dagtochten op de Rijn, gebouwd voor de Duitse rederij Köln-Düsseldorfer (KD). Het schip biedt plaats aan circa 1.000 passagiers en valt op door zijn eigentijdse ontwerp en multifunctioneel interieur.

## Bekende projecten
Enkele andere schepen die representatief zijn voor het portfolio van De Hoop:

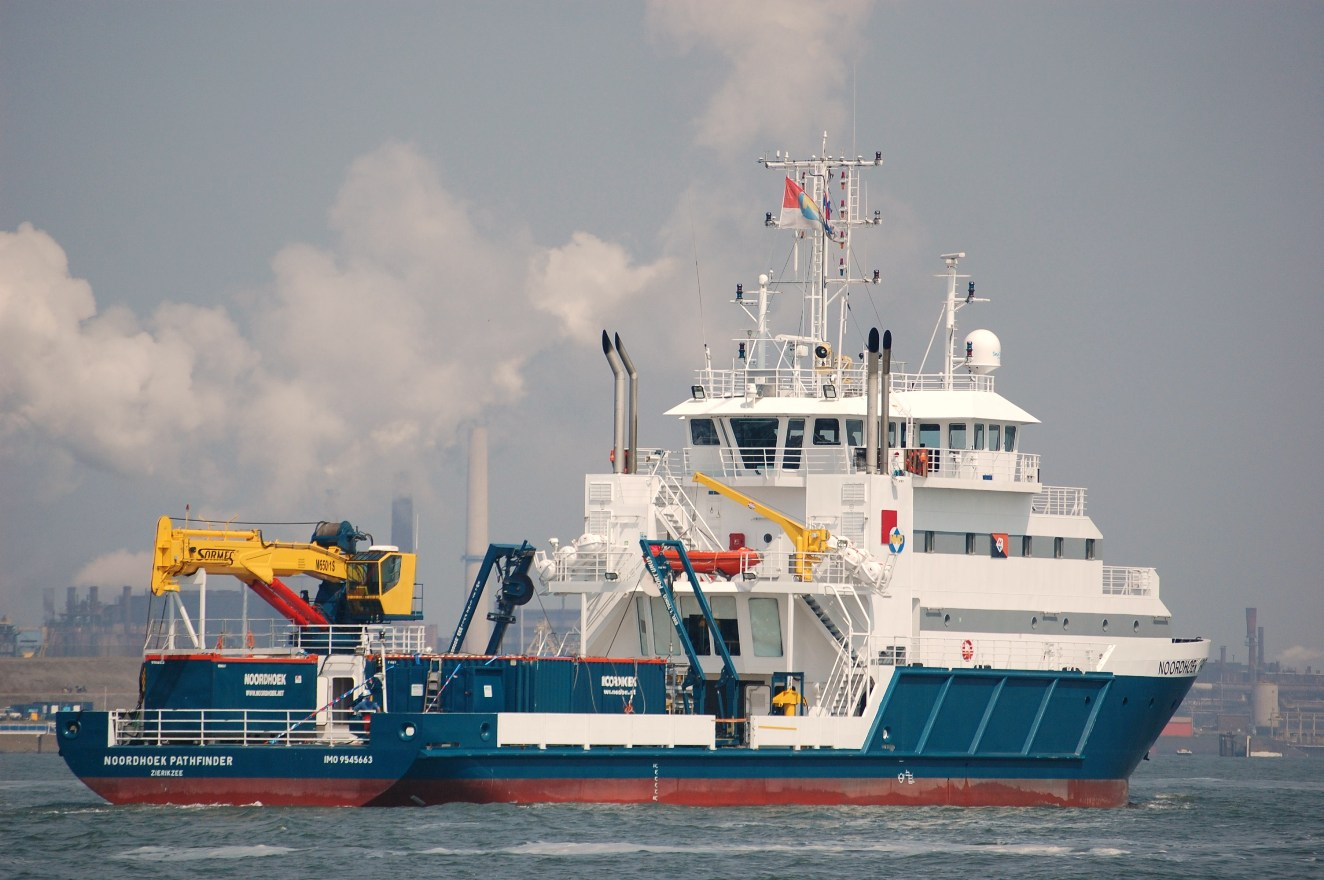
NB438 - Noordhoek Pathfinder

NB373 Sea Spider: kabellegschip met dynamisch positioneringssysteem voor onderzeese installaties;
NB402-403 Brion en Breuil: transportschepen voor Airbus-onderdelen, geschikt voor ondiepe vaarwegen en volumetrisch vrachtvervoer;
NB438 Noordhoek Pathfinder: duikondersteuningsvaartuig met geïntegreerde moonpool voor subsea-interventies.
NB487 Amadeus Queen: luxe riviercruiseschip, een van meerdere gebouwd voor Amadeus Cruises;

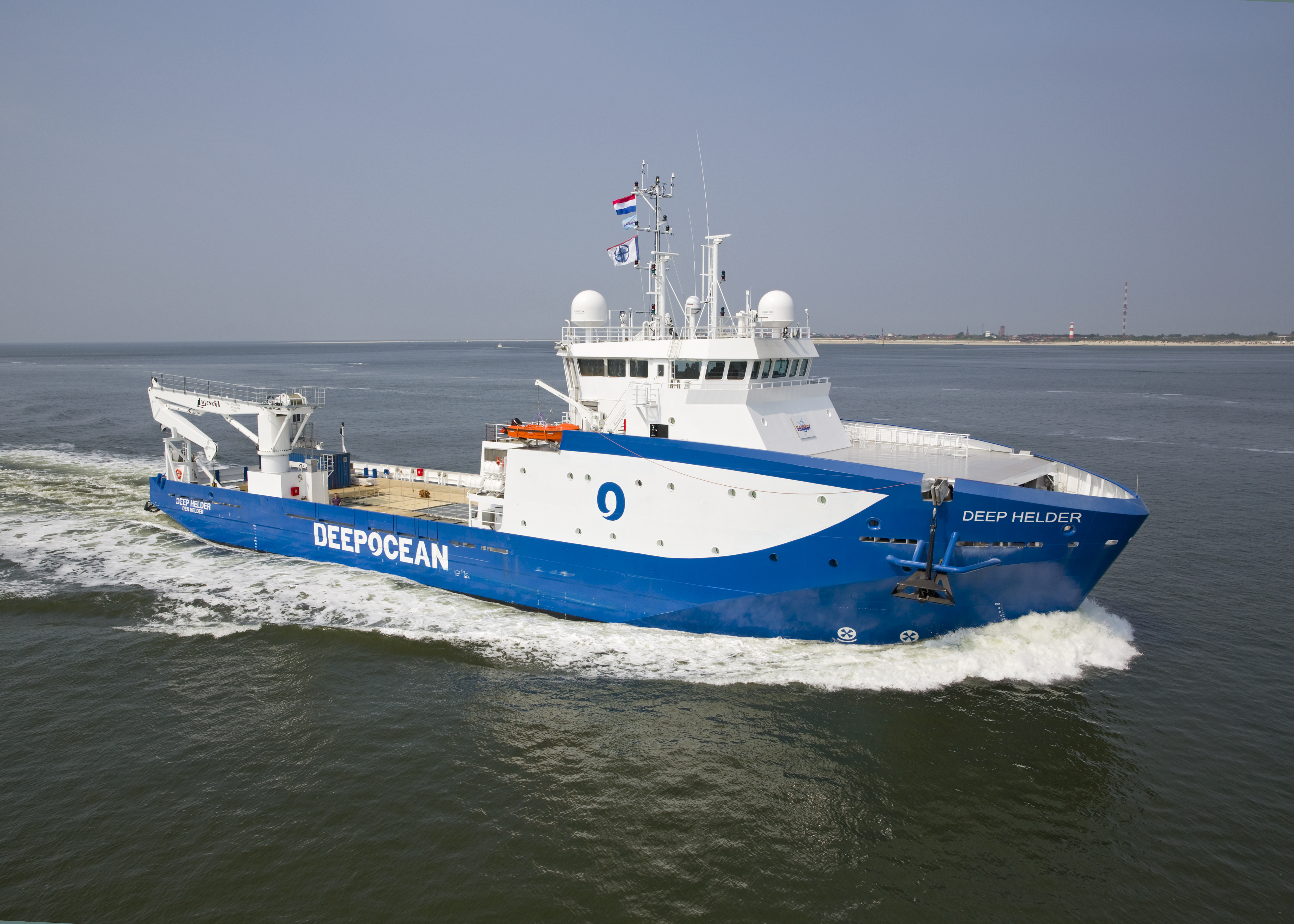
NB465 - Deep Helder

NB450 Prince Job: robuust offshore schip voor industriële operaties;
NB458 Linde-G: LNG-tanker voor binnenvaart en short sea-operaties;
NB465 Deep Helder: survey- en onderhoudsschip actief in offshore wind en olie & gas;
NB470-479 Esnaad-series: platform supply vessel met DP2-technologie, gebouwd voor ADNOC (Abu Dhabi);